# Fex urbis lex orbis
Fex urbis lex orbis es una locución latina que se puede traducir por «las heces (en latín clásico faex) de la ciudad, el derecho del mundo». En otras palabras, los deseos y necesidades de la clase más baja de los ciudadanos realmente determinan cómo funciona el mundo, por la pura fuerza de su número.
La frase está atribuida a San Jerónimo, si bien a menudo se atribuye erróneamente a Victor Hugo, que la cita con aprobación en Los miserables.
En algunas ocasiones se intercambian las palabras orbis (mundo) por urbis (ciudad), con idéntico significado de la locución.